# Бергхауптен
Бергхауптен (њем. Berghaupten) општина је у њемачкој савезној држави Баден-Виртемберг. Једно је од 51 општинског средишта округа Ортенау. Према процјени из 2010. у општини је живјело 2.418 становника. Посједује регионалну шифру (AGS) 8317009.

## Географски и демографски подаци
Бергхауптен се налази у савезној држави Баден-Виртемберг у округу Ортенау. Општина се налази на надморској висини од 172 метра. Површина општине износи 9,7 km². У самом мјесту је, према процјени из 2010. године, живјело 2.418 становника. Просјечна густина становништва износи 250 становника/km².